# Турлуяну
Турлуяну (рум. Turluianu) — село у повіті Бакеу в Румунії. Входить до складу комуни Берешть-Тазлеу.
Село розташоване на відстані 227 км на північ від Бухареста, 25 км на південний захід від Бакеу, 106 км на південний захід від Ясс, 118 км на північний схід від Брашова.

## Населення
За даними перепису населення 2002 року у селі проживали 1343 особи, усі — румуни. Усі жителі села рідною мовою назвали румунську.